# Club Social y Deportivo Brasil
El Club Social y Deportivo Brasil es un equipo de fútbol profesional de Ambato, Provincia de Tungurahua, Ecuador. Fue fundado el 18 de enero de 1945 y se desempeña en la Segunda Categoría del Campeonato Provincial de Fútbol de la provincia de Tungurahua, aunque en la actualidad debido a problemas institucionales no ha participado en este campeonato.
Está afiliado a la Asociación de Fútbol Profesional de Tungurahua.

## Palmarés

### Torneos provinciales
| Competición                         | Títulos | Subcampeonatos |
| ----------------------------------- | ------- | -------------- |
| Segunda Categoría de Tungurahua (1) | 1970.   |                |